# 半倍数性
半倍数性（はんばいすうせい）性決定システムはハチ類（ハチ、アリ）の一部及び甲虫類の一部（キクイムシ）に見られる性決定の様式である。このシステムにおいては性染色体が存在せず、染色体数によって性が決定される。未受精卵から生じる一倍体（半数体）の個体は雄となり、受精卵から生じる二倍体の個体は雌となる。単倍数性、半数二倍性、半数倍数性などとも呼ばれる。

## ミツバチにおける性決定
雄のミツバチの遺伝子は母親である女王バチに完全に由来する。女王バチの染色体は32本、雄バチの染色体は16本である。雄バチの遺伝子は次代の雄に伝わらず、従って雄バチには父がなく、雄の子もない。雌である働きバチの遺伝子は半分が母親に、半分が父親に由来する。このため、女王バチが単一の雄と交配した場合、生まれる働きバチから抽出した任意の2個体は平均3/4量の遺伝子を共有する。二倍体である女王バチのゲノムは染色体の乗換えの後に卵細胞に分配されるが、父親のゲノムは変化せずに受け継がれる。従って雄バチの産生する精子は遺伝的に同一である。

### 半倍数性決定システムにおける遺伝子の共有率
以下の値は血縁係数とも呼ばれる。この値は全ゲノムのうち「共有する遺伝子の割合」と考えることもできるが、血縁選択の血縁係数として用いる場合には個々の遺伝子を「共有する確率」として考える。例えば母親から見れば息子は自身の特定の対立遺伝子を1/2の確率で受け継いでいるが、息子から見れば自身の特定の対立遺伝子は必ず母親が持っている。従って息子から見れば母親はクローンではないにもかかわらず血縁係数は1となる。以下の値は単女王制で単回数交尾するハチの場合である。例えばニホンミツバチは単女王制だが異なるオスと複数回交尾するので以下の表は当てはまらない（母娘間の血縁度は変わらないが、兄妹同士の平均血縁度は表の値以下に低下する）。膜翅目の血縁度の高さが利他的行動の原因であるとする説を3/4仮説あるいは半倍数仮説と呼び一般に受け入れられているが、血縁度の高さが利他的行動の原因か、利他的行動が進化した結果が高い血縁度なのかには若干の議論がある。また、祖先の数はフィボナッチ数となる（メスバチの場合、父母2匹、祖父母3匹、曽祖父母5匹、高祖父母8匹…）。
| 性   | 娘  | 息子 | 母  | 父   | 同じ親を持つ 姉妹 | 同じ親を持つ 兄弟 | 姪／甥 |
| ---- | --- | ---- | --- | ---- | ----------------- | ----------------- | ------ |
| メス | 1/2 | 1/2  | 1/2 | 1/2  | 3/4               | 1/4               | 3/8    |
| オス | 1/2 | [※1] | 1   | [※2] | 1/2               | 1/2               | 1/4    |

※1. ^ オスが遺伝子を伝えるのは娘だけである
※2. ^ オスに父はいない